# Богомил Бонев
Вижте пояснителната страница за други личности с името Богомил Бонев.
Богомил Ангелов Бонев е български политик. Той е министър на вътрешните работи на България през 1997 – 1999 г.

## Биография
Богомил Бонев е роден на 18 септември 1957 година в Радомир. От 1977 г. е член на Българската комунистическа партия, а през 1981 г. завършва Висшата специална школа на МВР, след което работи като следовател (по тежки криминални престъпления) в отдел „Следствен“ – София-град в Народната милиция.
Завършва и право в Софийския университет „Климент Охридски“. през 1989 г.
През 1990 г. напуска полицията със звание капитан от МВР. Стажант адвокатска дейност.
С идването на правителството на Филип Димитров с вътрешен министър Йордан Соколов („дошъл съм със задача да реформирам системата и много хора ще си тръгнат“) през ноември 1991 г. е политически мотивирано (като антипод на традиционното дотогава върховенство на ДС-кадрите) повишен и назначен за директор на Столичната дирекция на вътрешните работи, и за няколко месеца е екстрено повишен в звание: ноември – майор от МВР, декември – подполковник от МВР, януари 1992 г – полковник от МВР (след „предотвратяване“ на измислен заговор от вицепрезидент (вицепредседател) на Републиката Атанас Семерджиев на 17 януари 1992 г. в последните дни на временния му мандат завършващ 6 месеца след приемане на Конституцията от 1991 г., описано в книгата му „Преживяното не подлежи на обжалване“ на стр. 583  с референция към спомени на Бонев във в. Отечествен вестник от 17 юни 1993 г). Съответно дни по-късно е удостоен от президент на Република България, след избирането на президент на първите президентски избори от 12 и 19 януари 1992 г. Желю Желев по предложение на президентски съветник ген. Стоян Андреев със званието „генерал-майор от Министерството на вътрешните работи“ през февруари 1992 г. едновременно с назначение за главен секретар на Министерството на вътрешните работи.
След падането от власт на правителството, и идването на Правителство на Любен Беров, в началото на 1993 г. е освободен от този пост и през следващите години работи като юридически съветник и експерт по националната сигурност към парламентарната група на Съюза на демократичните сили.
През февруари 1997 г., като популярен професионалист от Съюза на демократичните сили в областта на вътрешните работи, става министър на вътрешните работи в назначения от президента Петър Стоянов служебен кабинет на Стефан Софиянски. Бонев остава на този пост и в правителството на ОДС до края на 1999 г. Освободен е по предложение на министър-председателя Иван Костов за структурни и персонални промени в кабинета.
През 2000 г. Богомил Бонев е избран за председател на новосъздадената Гражданска демократична партия за България.
Кандидатира се за президент на президентските избори в края на 2001, при което е смятан за един от основните кандидати.
| Публикувано                   | Институт         | Петър Стоянов | Богомил Бонев | Георги Първанов | Жорж Ганчев | Ренета Инджова | Петър Берон | Няма да гласуват |
| ----------------------------- | ---------------- | ------------- | ------------- | --------------- | ----------- | -------------- | ----------- | ---------------- |
| 20 септември 2001 г.          | Alpha Research   | 34.0%         | 19.0%         | 18.0%           | 3.0%        | 3.0%           | 0.5%        | 24.5%            |
| пренормирани %                | само далите глас | 43.87%        | 24.52%        | 23.22%          | 3.87%       | 3.87%          | 0.65%       |                  |
| разлика на реалните резултати | от прогнозата    | -20.33%       | -21.41%       | +56.72%         | -13.18%     | +27.13%        | +70.77%     |                  |

При публичен дебат влиза в остър спор с кандидата за втори мандат Петър Стоянов, който вади папка с компромати, доклад на НСС, сочещ Бонев като корумпиран. Самият Бонев характеризира доклада като поръчков и менте.
Това допринася за победата на Георги Първанов. Богомил Бонев остава трети, като получава 546 801 гласа (19,27%).
| \| Кандидат-президент \| Кандидат-вицепрезидент \| Издигнати от \| Гласове I тур \| % I тур \| Гласове II тур \| % II тур \| \| ----------------------- \| ---------------------- \| ----------------------------- \| ------------- \| --------- \| -------------- \| --------- \| \| Петър Берон \| Стоян Андреев \| Съюз България \| 31 394 \| 1,11% \| \| \| \| Петър Стоянов \| Нели Куцкова \| инициативен комитет \| 991 680 \| 34,95% \| 1 731 676 \| 45,87% \| \| Богомил Бонев \| Атанас Железчев \| Гражданска партия на България \| 546 801 \| 19,27% \| \| \| \| Жорж Ганчев \| Веселин Бончев \| Блокът на Жорж Ганчев \| 95 481 \| 3,36% \| \| \| \| Георги Първанов \| Ангел Марин \| Коалиция за България \| 1 032 665 \| 36,39% \| 2 043 443 \| 54,13% \| \| Ренета Инджова \| Кръстю Илов \| Демократичен алианс \| 139 680 \| 4,92% \| \| \| \| Общо: \| Общо: \| Общо: \| 2 837 701 \| 2 837 701 \| 3 775 119 \| 3 775 119 \| \| десница и център левица \| \| \| \| \| \| \| |                        |                               |               |           |                |           |
| Кандидат-президент | Кандидат-вицепрезидент | Издигнати от                  | Гласове I тур | % I тур   | Гласове II тур | % II тур  |
| Петър Берон | Стоян Андреев          | Съюз България                 | 31 394        | 1,11%     |                |           |
| Петър Стоянов | Нели Куцкова           | инициативен комитет           | 991 680       | 34,95%    | 1 731 676      | 45,87%    |
| Богомил Бонев | Атанас Железчев        | Гражданска партия на България | 546 801       | 19,27%    |                |           |
| Жорж Ганчев | Веселин Бончев         | Блокът на Жорж Ганчев         | 95 481        | 3,36%     |                |           |
| Георги Първанов | Ангел Марин            | Коалиция за България          | 1 032 665     | 36,39%    | 2 043 443      | 54,13%    |
| Ренета Инджова | Кръстю Илов            | Демократичен алианс           | 139 680       | 4,92%     |                |           |
| Общо: | Общо:                  | Общо:                         | 2 837 701     | 2 837 701 | 3 775 119      | 3 775 119 |
| десница и център левица |                        |                               |               |           |                |           |

От 1998 г. до 2008 е президент на Българската федерация по конен спорт, след което на този пост е избран Георги Гергов.
От 12.1.2000 г. до понастоящем – адвокат Личен номер: 1600245710 Колегия: София Статус: Практикуващ 
2004 – излиза с публични изявления, в които обвинява бившия министър-председател Иван Костов в злоупотреба с власт.
2005 – назначен е от Румен Петков, министър на МВР в коалиционното правителство, сформирано след парламентарните избори, за член на Консултативния съвет към министерството. Съветът просъществува за много кратък период поради бурната обществена и политическа съпротива срещу състава му.
През 2006 г. сключва брак с Нона Йотова.
2007 – На 18 септември, датата на 50-годишния юбилей на Бонев, официално се открива внушителният комплекс на хотел Royal Palace, собственост на Бонев и двама негови съдружници.
През април 2009 г. става директор в съвета на директорите на Пловдивския международен панаир след лично предложение на предхождащия го директор Георги Гергов.
2020 г – снет от запаса поради навършване на пределна възраст 63 г. за генерали от запаса.